# John Bird
John Bird   (Comtat de Durham, 1709 - Gran Londres, 31 de març de 1776) va ser un fabricant d'instruments astronòmics i astrònom anglès.

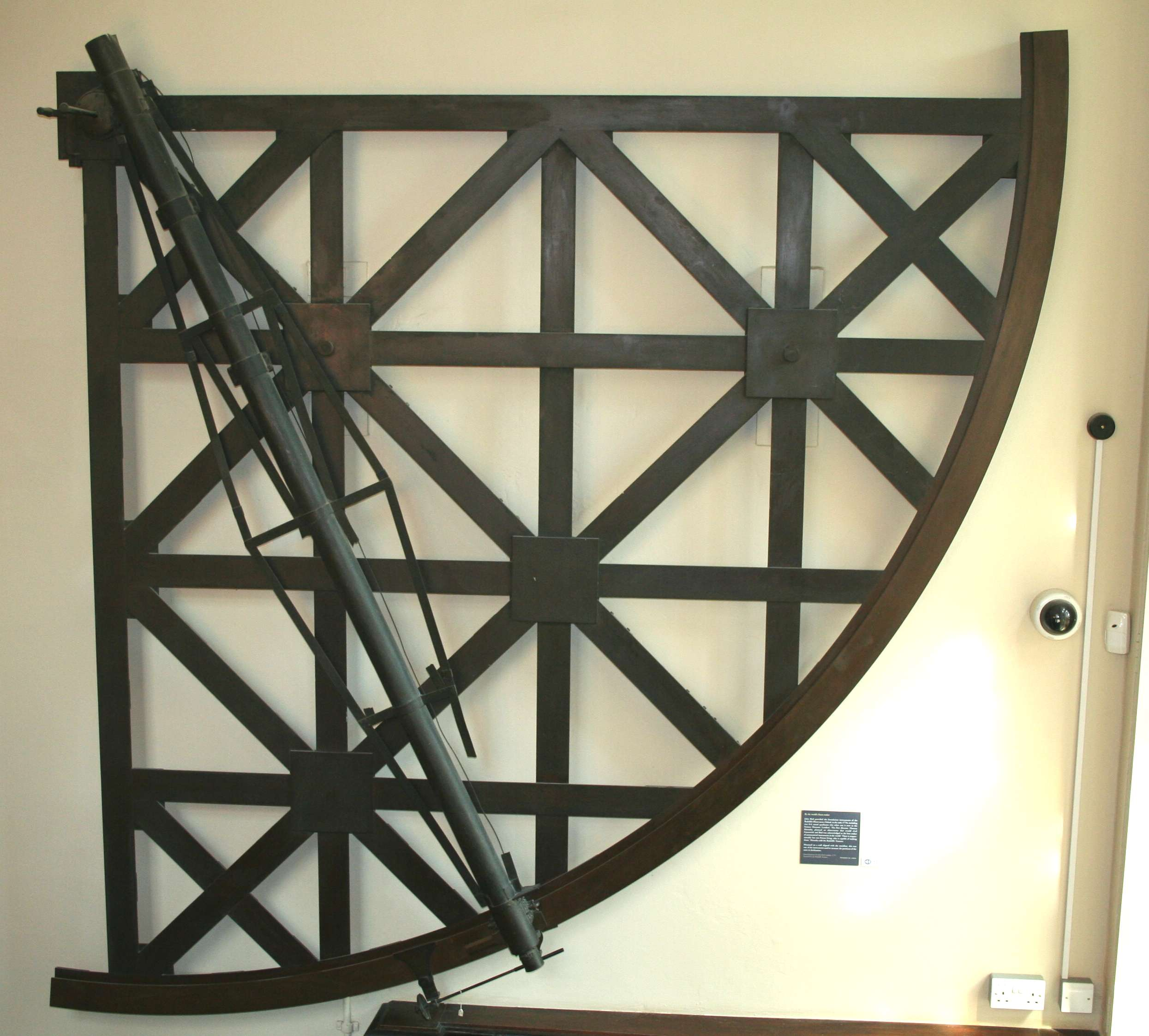
Quadrant mural construït com un marc muntat sobre una paret. Aquest instrument fou construït per Bird el 1773 i es troba al Museu d'història de la ciència a Oxford

Seguint la tradició de fabricar instruments astronòmics de gran qualitat (com per exemple quadrants murals de gran longitud focal), John Bird va muntar el segon observatori astronòmic més important d'Anglaterra, l'Observatori Radcliffe de Thomas Hornsby, a la ciutat d'Oxford. Amb un d'aquests instruments, d'altra banda excel·lent per a l'estudi d'objectes brillants, el propi Hornsby no hagués estat capaç de trobar el planeta Urà l'any 1781.
Va idear i va posar en pràctica un sistema per dividir l'escala dels instruments òptics de manera fina i exacte, la qual cosa va influir en la seva fama com a constructor: cap a l'any 1760 havia construït grans instruments per als observatoris de París, Greenwich, Sant Petersburg, Cadis i Gotinga. L'astrònom francès Joseph Lalande, en el seu observatori de l'École Militaire, a París, disposava d'un quadrant de Bird molt més precís que el del propi Observatori de París.
Un dels seus instruments més precisos de l'any 1750, un quadrant mural de 8 peus de longitud capaç de determinar posicions amb 1" de precisió, va ser utilitzat per l'astrònom James Bradley en els seus estudis estel·lars. De Bird també era l'instrument utilitzat per Tobias Mayer, astrònom de Gotinga, per poder elaborar les seves precises taules lunars.
Però el major èxit de la seva carrera, sense dubte, va ser la publicació dels nombrosos mesuraments efectuats per George Dixon i Charles Manson, que van finalitzar amb èxit al mesurar el trànsit de Venus sobre el disc del Sol el 1761 que van efectuar des del Cap de Bona Esperança: en tots ells havien utilitzat precisos instruments elaborats per Bird. Dos anys més tard tornarien a repetir èxit en determinar la longitud d'un grau de latitud terrestre en la línia Mason-Dixon, a la frontera entre Pennsilvània i Maryland, Estats Units.